# Londoni Konzervatív Párt
A Londoni Konzervatív Párt vagy Londoni Konzervatívok a Konzervatív Párt regionális szervezete, amely Nagy-Londonban működik.

## Polgármester-jelöltjeik
| Év   | Jelölt        | Eredmény              |
| ---- | ------------- | --------------------- |
| 2000 | Steven Norris | Nem lett megválasztva |
| 2004 | Steven Norris | Nem lett megválasztva |
| 2008 | Boris Johnson | Megválasztva          |
| 2012 | Boris Johnson | Megválasztva          |
| 2016 | Zac Goldsmith | Nem lett megválasztva |
| 2021 | Shaun Bailey  | Nem lett megválasztva |

## Kerületi közgyűlési mandátumok
| Kerület               | Mandátumok |
| --------------------- | ---------- |
| Barking és Dagenham   | 0 / 51     |
| Barnet                | 22 / 63    |
| Bexley                | 32 / 45    |
| Brent                 | 5 / 57     |
| Bromley               | 36 / 58    |
| Camden                | 3 / 55     |
| Croydon               | 33 / 70    |
| Ealing                | 5 / 70     |
| Enfield               | 25 / 63    |
| Greenwich             | 3 / 55     |
| Hackney               | 5 / 57     |
| Hammersmith és Fulham | 10 / 50    |
| Haringey              | 0 / 57     |
| Harrow                | 31 / 55    |
| Havering              | 23 / 55    |
| Hillingdon            | 30 / 53    |
| Hounslow              | 10 / 62    |
| Islington             | 0 / 51     |
| Kensington és Chelsea | 35 / 50    |
| Kingston upon Thames  | 3 / 48     |
| Lambeth               | 0 / 63     |
| Lewisham              | 0 / 54     |
| Merton                | 7 / 57     |
| Newham                | 0 / 66     |
| Redbridge             | 5 / 63     |
| Richmond upon Thames  | 1 / 54     |
| Southwark             | 0 / 63     |
| Sutton                | 20 / 55    |
| Tower Hamlets         | 1 / 45     |
| Waltham Forest        | 13 / 60    |
| Wandsworth            | 22 / 58    |
| Westminster           | 23 / 54    |

## Választási eredményei

### Parlamenti választások
| Év   | Szavazatok | %     | +/-       | Mandátumok | Változás |
| ---- | ---------- | ----- | --------- | ---------- | -------- |
| 2019 | 1,205,129  | 32.0% | Csökkenés | 21 / 73    | Állandó  |

### Európa parlamenti választások
| Év | Év   | Szavazatok | %     | +/-       | Mandátumok | Változás |
| -- | ---- | ---------- | ----- | --------- | ---------- | -------- |
|    | 1979 |            |       | N/A       | 0 / 10     |          |
|    | 1984 |            |       |           | 0 / 10     |          |
|    | 1989 |            |       |           | 0 / 10     |          |
|    | 1994 |            |       |           | 1 / 10     |          |
|    | 1999 | 372,989    | 32.7% | Csökkenés | 4 / 10     | 3        |
|    | 2004 | 504,941    | 26.8% | 5.9%      | 3 / 9      | 1        |
|    | 2009 | 479,037    | 27.4% | 0.6%      | 3 / 8      | Állandó  |
|    | 2014 | 495,639    | 22.5% | 4.8%      | 2 / 8      | 1        |
|    | 2019 | 177,964    | 7.9%  | 14.6%     | 0 / 8      | 2        |

## Fordítás
Ez a szócikk részben vagy egészben  a   London Conservatives című angol Wikipédia-szócikk ezen változatának fordításán alapul.  Az eredeti cikk szerkesztőit annak laptörténete sorolja fel. Ez a jelzés csupán a megfogalmazás eredetét és a szerzői jogokat jelzi, nem szolgál a cikkben szereplő információk forrásmegjelöléseként.